# Bourlon
Bourlon é uma comuna francesa na região administrativa de Altos da França, no departamento de Pas-de-Calais. Estende-se por uma área de 12,3 km². Em 2010 a comuna tinha 1 168 habitantes (densidade: 95 hab./km²).